# AZS Lublin (piłka nożna)
AZS Lublin – polski klub piłkarski z siedzibą w mieście Lublin, działający w latach 1922–1935 i 1944–1954.

## Historia
Chronologia nazw:
- 1922: A.Z.S. [Akademicki Związek Sportowy] Lublin
- 1935: klub zlikwidowano
- 1944: AZS [Akademicki Związek Sportowy] Lublin
- 1954: klub rozwiązano

Akademicki Związek Sportowy, w skrócie A.Z.S., został założony w Lublinie w 1922 roku przez studentów Uniwersytetu Lubelskiego.
W 1922 roku drużyna zadebiutowała w rozgrywkach inauguracyjnego sezonu Lubelskiego Okręgowego Związku Piłki Nożnej (LOZPN) w Klasie C (w niektórych źródłach używana nazwa "Sparta"). W 1923 zwyciężyła w Klasie C i awansowała do Klasy B. Po roku przerwy, związanej z przygotowaniem reprezentacji do Olimpiady, w 1925 rozgrywki w okręgówce zostały wznowione, a zespół po zdobyciu wicemistrzostwa Klasy B awansował do Lubelskiej klasy A. W debiutowym sezonie 1926 w okręgowej Klasie A zajął 5.miejsce. A już w rok później drużyna AZS zdobyła wicemistrzostwo okręgu lubelskiego. Mistrzem została drużyna WKS Unia.
W latach następnych drużynie akademickiej wiosło się tak jak dotychczas. Klub dysponował liczną kadrą zawodniczą i w 1932 zgłosił do rozgrywek swój drugi zespól, który grał w klasie B i zajął piąte miejsce w grupie z sześciu drużyn. Kroniki odnotowały w sezonie 1933 dwie awantury podczas mistrzowskich spotkań pomiędzy Unią a AZS. W pierwszym meczu do awantury i bójki doszło w sytuacji, gdy akademicy prowadzili z Unią 2:1, a sędzia nie uznał bramki strzelonej przez Unię z wyraźnej pozycji spalonej w dodatku ręką. Mecz przerwano. W powtórzonym doszło do ponownych rękoczynów. Rok później na boisku przy ul. Lipowej doszło do kolejnej i bardzo poważnej awantury w czasie mistrzowskiego meczu AZS – Hapoel. Przy stanie 2:0 dla Hapoelu zawodnicy AZS wszczęli bójkę na boisku, a na widowni do oczu skoczyli sobie kibice obydwu drużyn. Interweniować miała policja na koniach.
Awantura na boisku przy ul. Lipowej spowodowała, że w następnym, 1935 roku sekcja piłkarska AZS rozleciała się, a wszystkich piłkarzy przejęła drużyna Plage i Laśkiewicz. Był to właściwie ostatni rok działalności sekcji piłki nożnej lubelskiego AZS. Okres ten trwał do końca II wojny światowej.
Dopiero w 1944 roku klub został reaktywowany jako AZS Lublin. Mistrzostwa rozpoczęły się jesienią 1945 roku, po reaktywacji 18 czerwca LOZPN. Zespół piłkarski AZS grał w mistrzostwach LOZPN w kolejnych latach, niestety bez wyraźnych sukcesów. W tym okresie w zależny od takiej lub innej reorganizacji sportu, a było ich bez liku, począwszy od I ligi a skończywszy na klasach najniższych, drużyna AZS grała albo w klasie B. W 1951 roku zdobyła awans z Lubelskiej 2 klasy wojewódzkiej do 1 klasy wojewódzkiej. W 1952 roku zespół uzyskał 5.pozycję w 1 klasie wojewódzkiej, jednak w 1953 roku znów zreorganizowano rozgrywki i AZS znalazł się w lubelskiej klasie B. Rok 1953 był dla lubelskiego AZS ostatnim w piłkarskich mistrzostwach. W tabelach klasy B z 1954 r. zespół AZS już nie figuruje, stąd wniosek, że sekcja piłki nożnej w klubie zaprzestała swoją działalność.

## Barwy klubowe, strój, herb, hymn
|  |  |

Klub ma barwy biało-czerwone. Piłkarze domowe spotkania zazwyczaj grają w czerwonych koszulkach, białych spodenkach oraz czerwonych getrach.

## Sukcesy

### Trofea międzynarodowe
Nie uczestniczył w rozgrywkach europejskich (stan na 31-05-2024).

### Trofea krajowe
| \| \| Zdobyte trofea w rozgrywkach Polski (stan na: 31-05-2024) \| |                                                           |      |                  |
| Rozgrywki                                                          | Osiągnięcie                                               | Razy | Sezon(y)         |
| Mistrzostwo                                                        | I miejsce                                                 | 0    |                  |
| Mistrzostwo                                                        | II miejsce                                                | 0    |                  |
| Mistrzostwo                                                        | III miejsce                                               | 0    |                  |
| Puchar                                                             | zdobywca                                                  | 0    |                  |
| Puchar                                                             | finalista                                                 | 0    |                  |
| II liga                                                            | I miejsce                                                 | 0    |                  |
| II liga                                                            | II miejsce                                                | 1    | 1927 (gr.Lublin) |
| II liga                                                            | III miejsce                                               | 0    |                  |
| Polska                                                             | Zdobyte trofea w rozgrywkach Polski (stan na: 31-05-2024) |      |                  |

- Lubelska Klasa B
  - mistrz (1): 1923

## Poszczególne sezony

### Rozgrywki międzynarodowe

#### Europejskie puchary
Klub nie uczestniczył w rozgrywkach europejskich.

### Rozgrywki krajowe
| \| Polska \| Bilans występów klubu w rozgrywkach piłkarskich Polski (Stan na 31 maja 2024 r.) \| \| |                                                                                  |        |       |   |   |   |    |    |     |                       |        |        |      |
| Poziom                                                                                              | Rozgrywki                                                                        | Sezony | Mecze | Z | R | P | B+ | B– | Pkt | Lata                  | Awanse | Spadki | Naj. |
| I                                                                                                   | Liga                                                                             | 0      |       |   |   |   |    |    |     |                       |        |        |      |
| II                                                                                                  | Klasa A / Liga Okręgowa                                                          | 9      |       |   |   |   |    |    |     | 1926–1934             | 0      | 1      | 2    |
| III                                                                                                 | Klasa B / Klasa A                                                                | 6      |       |   |   |   |    |    |     | 1925, 1945–1948, 1952 | 1      | 0      | 1    |
| IV                                                                                                  | III liga / Klasa C / Klasa B                                                     | 5      |       |   |   |   |    |    |     | 1949–1951             | 1      | 0      | 1    |
| | Puchar Polski                                                                    | 0      |       |   |   |   |    |    |     |                       |        |        |      |
| Polska                                                                                              | Bilans występów klubu w rozgrywkach piłkarskich Polski (Stan na 31 maja 2024 r.) |        |       |   |   |   |    |    |     |                       |        |        |      |

## Struktura klubu

### Stadion
Klub nie miał swojego stadionu. Drużyna rozgrywała swoje mecze domowe w Lublinie na stadionie przy ul. Lipowej. 

## Kibice i rywalizacja z innymi klubami

### Derby
- Budowlani Lublin
- Gwardia Lublin
- Hakoah Lublin
- Hapoel Lublin
- HKS Lublin (Grot)
- Jardenia Lublin (Szomryja)
- Jutrznia Lublin
- KS Lublinianka
- Makkabi Lublin
- Motor Lublin
- Plage i Laśkiewicz Lublin
- Sokół Lublin
- Strzelec Lublin
- Sygnał Lublin
- Sztern Lublin (Gwiazda)
- Wieniawa Lublin
- WKS Lublin
- ŻAKS Lublin